# Mar de Noruega
La Mar de Noruega (en noruec Norskehavet) és una mar marginal en l'Oceà Atlàntic, al nord-oest de Noruega, entre la Mar del Nord i la Mar de Groenlàndia, que té la mar de Barentsz al nord-est. En el sud-oest, està separat de l'oceà Atlàntic per una cresta submarina que va entre Islàndia i les illes Fèroe. Al nord, la cresta Jan Mayen la separa de la Mar de Groenlàndia. Banya les costes del nord d'Europa, en concret Noruega a l'est, les illes Jan Mayen al nord-oest, Islàndia a l'oest i les illes Fèroe, Escòcia i les illes Shetland al sud. Comunica amb l'Atlàntic, del qual està separada al nord-oest per l'estret de Dinamarca i al sud-oest per una serralada submarina que s'estén entre Islàndia i les Fèroe; al sud-est comunica amb la mar del Nord, al nord-est amb la mar de Barentsz i al nord amb la mar de Groenlàndia (part de l'oceà Àrtic), separada per la serralada submarina que culmina en les illes Jan Mayen.
A diferència de molts altres mars, la major part del fons del mar de Noruega no forma part d’una plataforma continental i, per tant, es troba a una gran profunditat d’uns dos quilòmetres de mitjana. Els jaciments rics de petroli i gas natural es troben sota el fons marí i s’estan explorant comercialment a les zones amb profunditats marines de fins a aproximadament un quilòmetre. Les zones costaneres són riques en peixos que van al mar de Noruega des de l’Atlàntic nord o des del mar de Barents (bacallà) per a la posta. El corrent càlid de l’Atlàntic Nord garanteix temperatures de l’aigua relativament estables i elevades, de manera que, a diferència dels mars àrtics, el mar de Noruega està lliure de gel durant tot l’any. Investigacions recents han conclòs que el gran volum d’aigua al mar de Noruega amb la seva gran capacitat d’absorció de calor és més important com a font dels hiverns suaus que el corrent del golf i les seves extensions.

## Formació i geografia

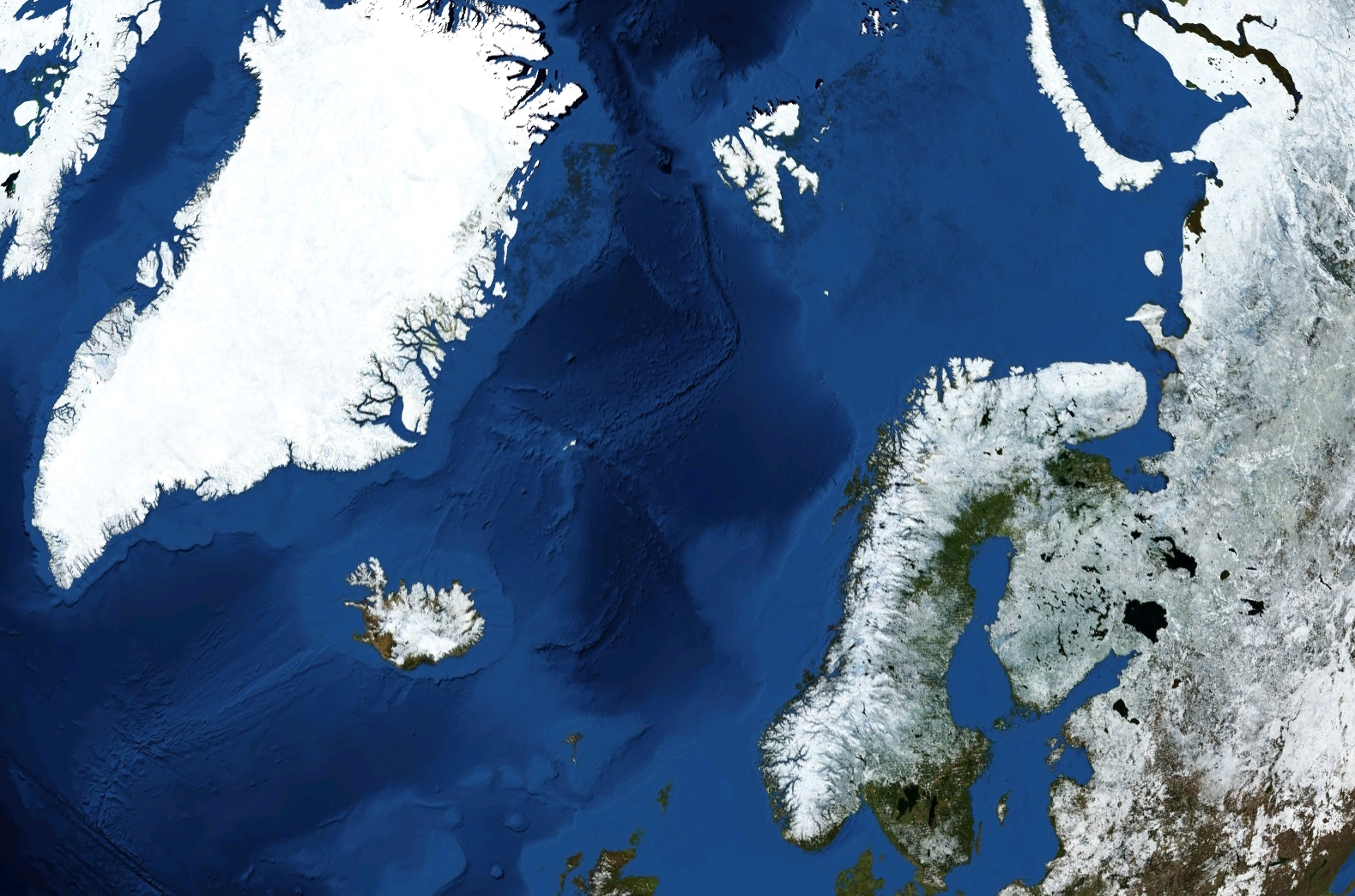
Mar de Noruega, envoltat de mars més profunds al sud (mar del Nord) i nord-est (mar de Barents). El punt blanc a prop del centre és Jan Mayen, i el punt entre Spitsbergen (gran illa al nord) i Noruega és l’illa de l’Ós.

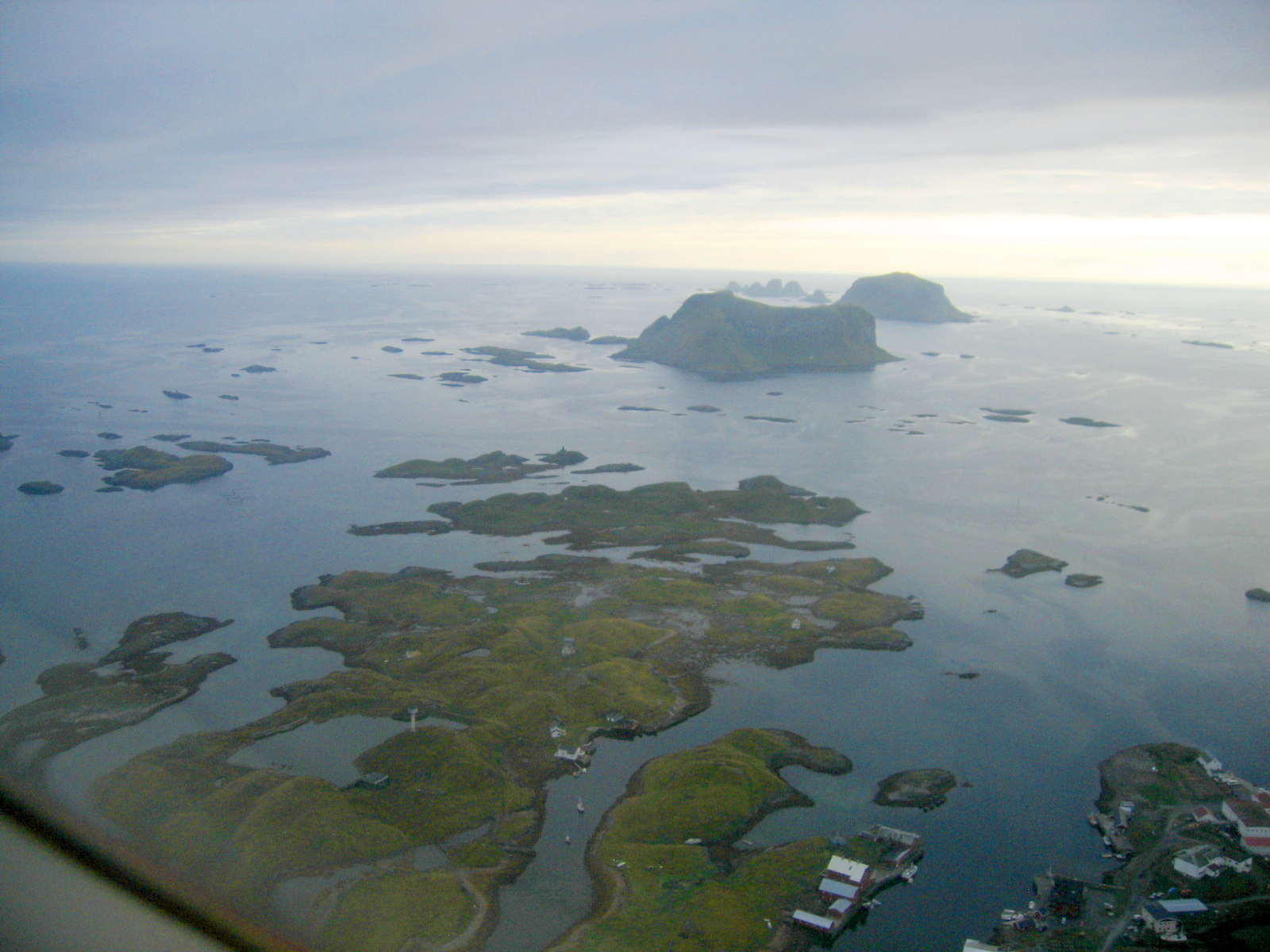
Illes Vedøya, Skumvær i Røst, Lofoten, Noruega

El mar de Noruega es va formar fa uns 250 milions d’anys, quan la placa euroasiàtica de Noruega i la placa nord-americana, que inclou Groenlàndia, van començar a separar-se. El mar estret estant existent entre Noruega i Groenlàndia va començar a ampliar-se i guanyar profunditat. L’actual vessant continental al mar de Noruega marca la frontera entre Noruega i Groenlàndia tal com es trobava fa uns 250 milions d’anys. Al nord s’estén a l'est des de Svalbard i al sud-oest entre Gran Bretanya i les Illes Fèroe. Aquest vessant continental conté rics camps de pesca i nombrosos esculls de corall. L'assentament de la plataforma després de la separació dels continents ha donat lloc a esllavissades de terra, com ara el Slide Storegga fa uns 8.000 anys que va induir un tsunami important.
Les costes del mar de Noruega es van configurar durant l'última era glacial. Grans glaceres de diversos quilòmetres d’alçada van empènyer cap a la terra, formant fiords, eliminant l'escorça al mar i, per tant, estenent els vessants continentals. Això és particularment clar a la costa noruega al llarg de Helgeland i al nord fins a les illes Lofoten. La plataforma continental noruega té entre 40 i 200 quilòmetres d’amplada i té una forma diferent del mar del Nord i del mar de Barents. Conté nombroses trinxeres i cims irregulars, que solen tenir una amplitud inferior a 100 metres, però que poden arribar fins als 400 metres. Es cobreixen amb una barreja de grava, sorra i fang, i les trinxeres són utilitzades pels peixos com a lloc de posta. Més profundament al mar, hi ha dues conques profundes separades per una carena baixa (el seu punt més profund a 3.000 m) entre l'altiplà de Vøring i l'illa Jan Mayen. La conca sud és més gran i profunda, amb grans superfícies entre 3.500 i 4.000 metres de profunditat. La conca nord és més profunda, entre 3.200 i 3.300 metres, però conté molts espais que baixen fins als 3.500 metres. Llindars submarins i vessants continentals marquen les fronteres d’aquestes conques amb els mars adjacents. Al sud es troba la plataforma continental europea i el mar del Nord, a l'est hi ha la plataforma continental euroasiàtica amb el mar de Barents. A l'oest, la cresta Escòcia-Groenlàndia separa el mar de Noruega de l'Atlàntic nord. Aquesta carena té una mitjana de només 500 metres de profunditat, només en uns pocs llocs arriba a la profunditat de 850 metres. Al nord es troben la cresta Jan Mayen i la cresta Mohns, a una profunditat de 2.000 metres, amb algunes trinxeres que arriben a uns 2.600 metres de profunditat.

## Hidrologia

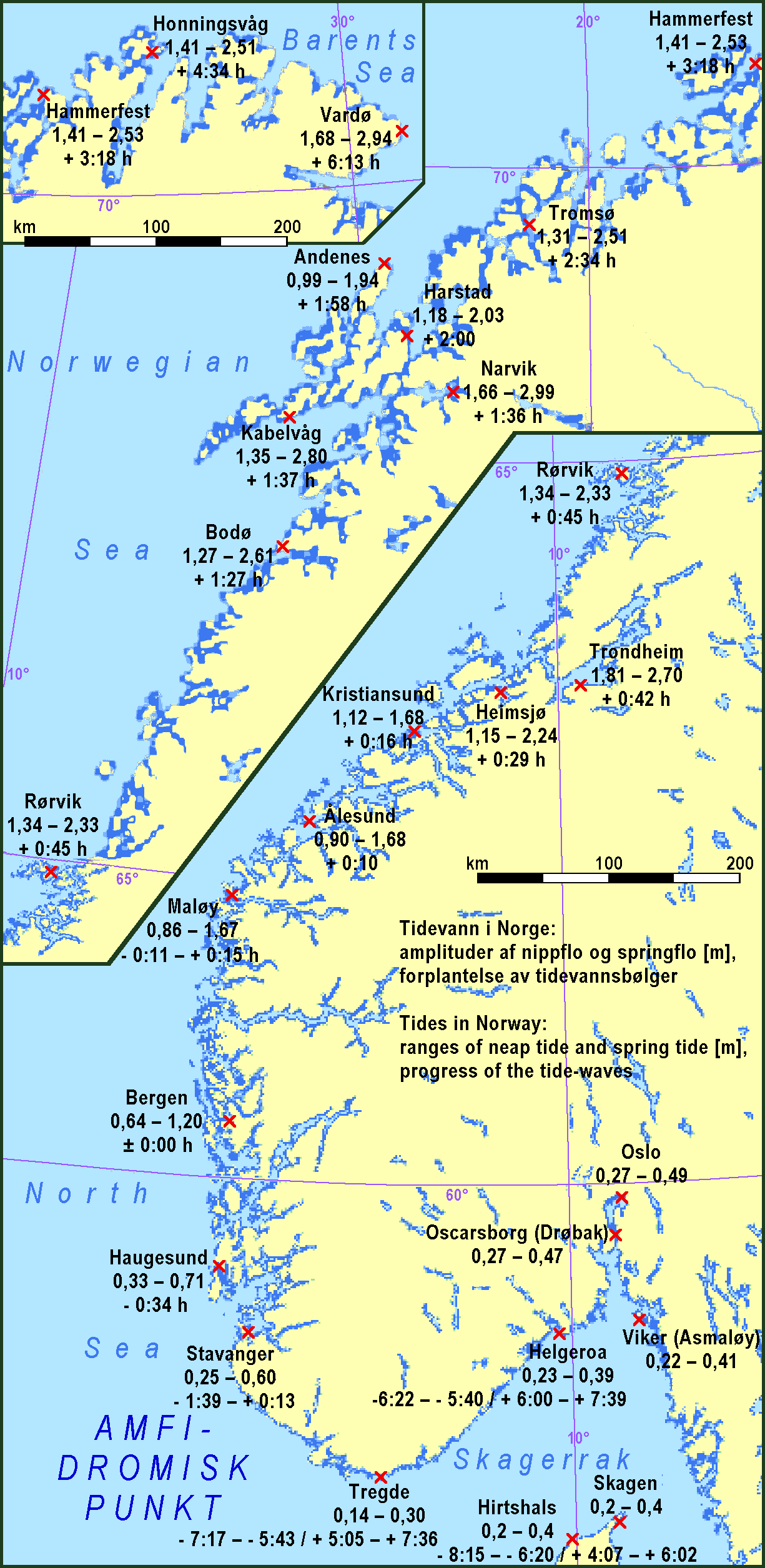
Rangs de marea i temps de marea (hores després de Bergen) a la costa noruega

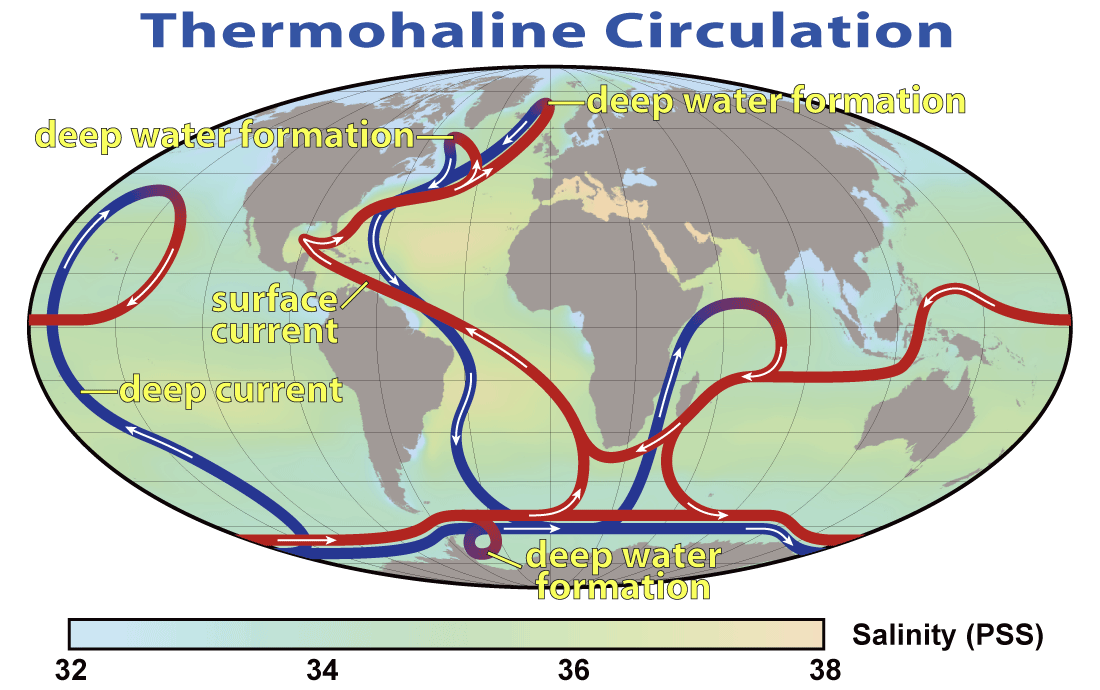
La circulació termohalina explica la formació d’aigües profundes fredes i denses al mar de Noruega. Tot el patró de circulació triga uns 2000 anys a completar-se.

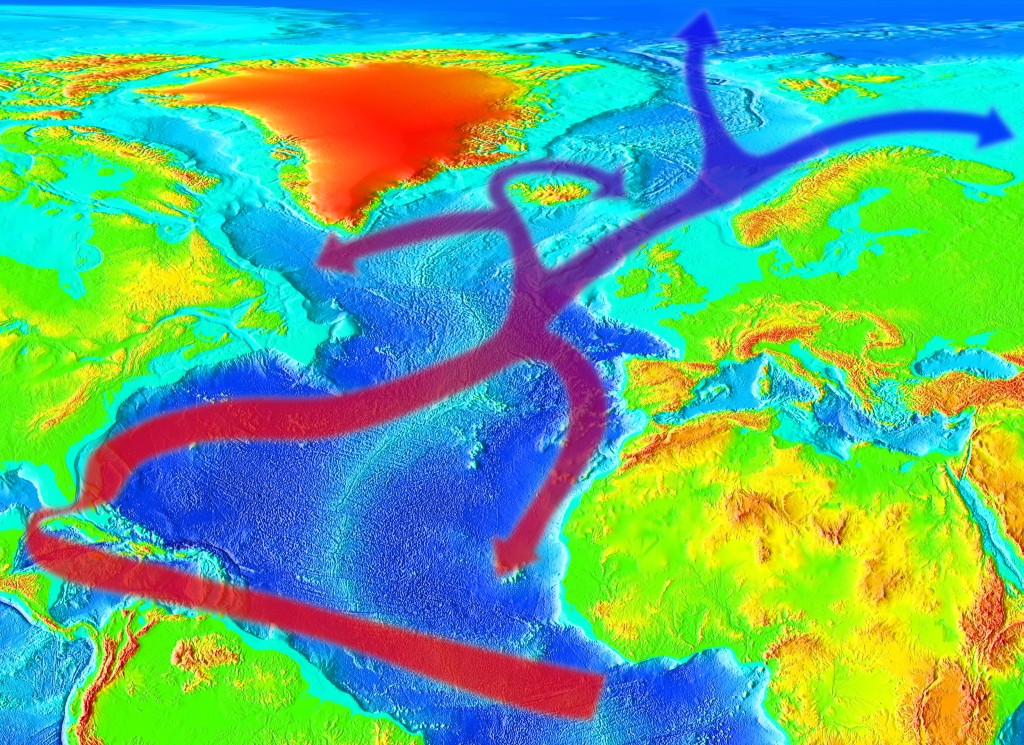
Corrents superficials a l’Atlàntic Nord

Quatre grans masses d’aigua originàries dels oceans Atlàntic i Àrtic es reuneixen al mar de Noruega i els corrents associats tenen una importància fonamental per al clima global. El corrent càlid i salat de l’Atlàntic Nord flueix des de l’oceà Atlàntic i el corrent noruec més fred i menys salat s’origina al mar del Nord. L’anomenat corrent d’Islàndia Oriental transporta aigua freda cap al sud des del mar de Noruega cap a Islàndia i després cap a l'est, al llarg del cercle polar àrtic; aquest corrent es produeix a la capa d’aigua mitjana. Les aigües profundes flueixen al mar de Noruega des del mar de Groenlàndia. Les marees al mar són semi-diürnes; és a dir, s’eleven dues vegades al dia, fins a una alçada d’uns 3,3 metres.

### Corrents superficials
La hidrologia de les capes d’aigua superiors està determinada en gran manera pel flux de l’Atlàntic Nord. Assoleix una velocitat de 10 Sv (1 Sv = milió de m 3 / s) i la seva profunditat màxima és de 700 metres a les Illes Lofoten, però normalment es troba a menys de 500 metres. Una part arriba a través del canal Feroe-Shetland i té una salinitat comparativament alta de 35,3 ‰ (parts per mil). Aquest corrent s’origina al corrent de l’Atlàntic Nord i passa pel vessant continental europeu; l'augment de l'evaporació a causa del càlid clima europeu produeix una elevada salinitat. Una altra part passa per la rasa Groenlàndia-Escòcia entre les Illes Fèroe i Islàndia; aquesta aigua té una salinitat mitjana entre 35 i 35,2 ‰. El cabal presenta fortes variacions estacionals i pot ser el doble d’hivern que a l'estiu. Mentre que al canal Feroe-Shetland té una temperatura d’uns 9,5 ° C; es refreda fins a uns 5 ° C a Svalbard i allibera aquesta energia (uns 250 terawatts) al medi ambient.
El corrent que flueix del mar del Nord s’origina al mar Bàltic i, per tant, recull la major part del drenatge del nord d’Europa; aquesta contribució és tanmateix relativament petita. La temperatura i la salinitat d’aquest corrent mostren fortes fluctuacions estacionals i anuals. Les mesures a llarg termini dins dels primers 50 metres prop de la costa mostren una temperatura màxima d’11,2 ° C al paral·lel de 63 ° N al setembre i un mínim de 3,9 ° C al cap nord al març. La salinitat varia entre 34,3 i 34,6 ‰ i és més baixa a la primavera a causa de l'entrada de neu fosa dels rius. Els rius més grans que desemboquen al mar són Namsen, Ranelva i Vefsna. Tots són relativament curts, però tenen un alt índex de descàrrega a causa de la seva naturalesa muntanyosa escarpada.
Una part de l’aigua càlida de la superfície flueix directament, dins del corrent Spitsbergen occidental, des de l’oceà Atlàntic, davant del mar de Groenlàndia, fins a l’oceà Àrtic. Aquest corrent té una velocitat de 3-5 Sv i té un gran impacte sobre el clima. Altres aigües superficials (~ 1 Sv) flueixen al llarg de la costa noruega en direcció al mar de Barents. Aquesta aigua pot refredar-se prou al mar de Noruega per submergir-se en les capes més profundes; allà desplaça l’aigua que torna a fluir cap a l’Atlàntic Nord.
Les aigües àrtiques des del corrent de l'est d’Islàndia es troben sobretot a la part sud-oest del mar, a prop de Groenlàndia. Les seves propietats també presenten fluctuacions anuals significatives, amb una temperatura mitjana a llarg termini inferior a 3 ° C i salinitat entre 34,7 i 34,9 ‰. La fracció d’aquesta aigua a la superfície del mar depèn de la força del corrent, que al seu torn depèn de la diferència de pressió entre el baix islandès i l'alt de les Açores: com més gran sigui la diferència, més fort serà el corrent.

### Corrents marins profunds
El mar de Noruega està connectat amb el mar de Groenlàndia i l’oceà Àrtic per l’ estret de Fram, de 2.600 metres de profunditat. L’aigua profunda del mar de Noruega (NSDW) està a profunditats superiors als 2.000 metres; aquesta capa homogènia amb una salinitat de 34,91 ‰ experimenta poc intercanvi amb els mars adjacents. La seva temperatura és inferior a 0 ° C i baixa a −1 ° C al fons del mar. En comparació amb les aigües profundes dels mars circumdants, NSDW té més nutrients, però menys oxigen i és relativament antic.
El feble intercanvi d’aigües profundes amb l’oceà Atlàntic es deu a la poca profunditat de la cresta relativament plana de Groenlàndia-Escòcia, una branca de la cresta de l’Atlàntic mitjà. Només quatre zones de la cresta de Groenlàndia-Escòcia són més profundes de 500 metres: el canal del banc de Faroe (uns 850 metres), algunes parts de la cresta d’Islàndia-Faroe (uns 600 metres), la cresta de Wyville-Thomson (620 metres) i zones entre Groenlàndia i l’ estret de Dinamarca (850 metres): és molt més superficial que el mar de Noruega. Les aigües profundes fredes flueixen cap a l’Atlàntic per diversos canals: aproximadament 1,9 Sv pel canal del banc Faroe, 1,1 Sv pel canal Islàndia-Faroe i 0,1 Sv per la cresta Wyville-Thomson. La turbulència que es produeix quan l’aigua profunda cau darrere de la cresta de Groenlàndia-Escòcia a la conca atlàntica profunda barreja les capes d’aigua adjacents i forma l’aigua profunda de l’Atlàntic Nord, un dels dos principals corrents marins profunds que proporcionen oxigen a l’oceà profund.

## Clima
La circulació termohalina afecta el clima al mar de Noruega i el clima regional pot desviar-se significativament de la mitjana. També hi ha una diferència d’uns 10 ° C entre el mar i la costa. Les temperatures van augmentar entre 1920 i 1960, i la freqüència de les tempestes va disminuir en aquest període. La tempestat va ser relativament alta entre 1880 i 1910, va disminuir significativament entre 1910-1960 i després es va recuperar fins al nivell original.
A diferència del mar de Groenlàndia i els mars àrtics, el mar de Noruega està lliure de gel durant tot l'any, a causa dels seus corrents càlids. La convecció entre l’aigua relativament càlida i l’aire fred a l’hivern té un paper important en el clima àrtic. La isoterma de 10 graus al juliol (línia de temperatura de l'aire) travessa el límit nord del mar de Noruega i sovint es pren com el límit sud de l'Àrtic. A l’hivern, el mar de Noruega sol tenir la pressió d’aire més baixa de tot l’Àrtic i és on es formen la majoria de les baixes depressions islandeses. La temperatura de l'aigua a la majoria de parts del mar és de 2 a 7 ° C al febrer i del 8 al 12 ° C a l'agost.